# Sarafina Nance
Sarafina El-Badry Nance é uma cientista, comunicadora científica e pesquisadora Norte-Americana de PhD em astrofísica na Universidade da Califórnia em Berkeley. Ela se especializa em supernovas e cosmologia. Nance é conhecida pelo seu uso da mídias sociais, em particular o Twitter, onde discute sobre astrofísica e ativismo. É conhecida por advogar em favor da saúde feminina e STEM.

## Juventude e educação
Nance cresceu em Austin, Texas. Ela se tornou interessada pelo sistema solar quando criança e costumava ouvir ao StarDate no rádio quando ia para a escola. Ela disse que seu professor de física no Ensino Médio, Frank Mikan, da St. Stephen's Episcopal School, encorajou o seu amor sobre ciências espaciais.
Em 2016, Nance recebeu dois B.S. em física e astronomia no Colégio de Ciências Naturais da Universidade do Texas em Austin. Sua tese honrada foi intitulada como "A Theoretical Investigation of Supernovae Progenitors". Seu conselheiro foi J. Craig Wheeler. Lá ela usou a asterosismologia para entender as estrelas prestes a se tornarem uma supernova. Sua pesquisa foi focada na Betelgeuse. Enquanto estudava na Universidade de Austin, Nance recebeu uma bolsa Dean's Honour e participou do programa de verão da Fundação Nacional da Ciência na Universidade Harvard.

## Carreira
Em 2017, Nance se mudou à Universidade da Califórnia em Berkeley para seu estudo de graduação, onde ela investiga as supernovas e as usa como forma de estudar tanto o formato e o destino derradeiro do Universo. Aqui ela recebeu um M.S. em astronomia, antes de começar um programa de doutorado. Em particular, Nance estuda o estado evolucionário da Betelgeuse. Ela trabalha no Centro para Cosmologia Computacional do Laboratório Nacional Lawrence Berkeley, onde usa supercomputadores na construção de mudelos para explosões de supernovas em seus estágios finais. 

## Comunicação científica
Durante seu primeiro ano de estudos, Nance trabalhou como uma estagiária no Observatório McDonald. Após começar seu doutorado, Nance começou a fazer comunicação científica online. Ela usa primariamente o Twitter para discutir pesquisas contemporâneas na área de astrofísica e suas experiências como uma mulher na área de física. Um dos seus tweets virais, que destacava a importância de fracassar na ciência, foi escolhido por Sundar Pichai.
Nance é uma ativista pela saúde feminina. Por volta dos 20 anos foi descoberto que ela havia herdado o gene BRCA2, que é conhecido como um preditor do câncer de mama. Nance usou uma campanha de financiamento público para cobrir o custo de uma dupla mastectomia e sua plataforma nas redes sociais para advogar tanto para testes iniciais e frequentes quando para medicina preventiva. Após procurar pelos melhores cirurgiões locais, Nance encontrou Anne Peled, uma cirurgiã reconstrutiva da Califórnia que também é uma sobrevivente do câncer de mama. Nance passou pela cirurgia em 2019.
No dia 15 de janeiro de 2021, Seeker lançou a série de astronomia Constellations, aprensentada pela Nance.

## Publicações selecionadas
- Nance, Sarafina (2 de maio de 2016). A Theoretical Investigation of Supernovae Progenitors (PDF) (B.S.). University of Texas at Austin
- Wheeler, J. Craig; Nance, S.; Diaz, M.; Smith, S. G.; Hickey, J.; Zhou, L.; Koutoulaki, M.; Sullivan, J. M.; Fowler, J. M. (1 de março de 2017). «The Betelgeuse Project: constraints from rotation». Monthly Notices of the Royal Astronomical Society. 465 (3): 2654–2661. doi:10.1093/MNRAS/STW2893
- Nance, S; Sullivan, J M; Diaz, M; Wheeler, J Craig (setembro de 2018). «The Betelgeuse Project II: asteroseismology». Monthly Notices of the Royal Astronomical Society. 479 (1): 251–261. arXiv:1805.10347. doi:10.1093/MNRAS/STY1418